# Венера из Тан-Тана
Венера из Тан-Тана — антропоморфная кварцитовая фигурка длиной 58 мм, обнаруженная в 1999 году немецкой экспедицией в пойме реки Дра южнее марокканского города Тан-Тан. Была описана австрийским археологом Робертом Беднариком.
Согласно одной из гипотез, вместе с Венерой из Берехат Рама (известной с 1981 года) представляет собой древнейший (500—300 тыс. лет) образец «палеолитической венеры» и, таким образом, самый ранний известный науке памятник художественного творчества.Трактовка этой находки как исключительно антропоморфной, тем более как палеолитической Венеры, очень проблематична.
Способ изготовления и характер использования артефакта вызывают споры среди археологов. Крайне грубая выработка, обобщённые формы, отсутствие лица наводит некоторых учёных на мысль о том, что фигурка приобрела антропоморфный облик в результате естественных воздействий (выветривание, эрозия).
Сторонники теории искусственного происхождения фигурки указывают на следы (возможно позднего) покрытия охрой, что свидетельствует о том, что проточеловек придавал ей символическое (возможно, культовое) значение. Современный человек (гомо сапиенс) появился приблизительно 200—150 тысяч лет назад.